# مازیار بهاری
مازیار بهاری (زاده ۱۹۶۷) روزنامه‌نگار، فیلم‌ساز و فعال حقوق بشر ایرانی کانادایی است. وی گزارشگر نیوزویک از سال ۱۹۹۸ تا ۲۰۱۱ بود. بهاری از ژوئن ۲۰۰۹ تا ۲۰ اکتبر ۲۰۰۹ توسط دولت ایران زندانی بود. وی خاطرات خانوادگی نیویورک تایمز، سپس آنها به سراغ من آمدند، را نوشته است. خاطرات او پایه فیلم سال ۲۰۱۴ جان استوارت، گلاب بود. بهاری سردبیری سایت ایران‌وایر را بر عهده دارد.

## زندگی‌نامه

### خانواده و تحصیلات
بهاری در تهران به دنیا آمد و در سال ۱۹۸۸ برای مطالعه فیلم و علوم سیاسی به کانادا مهاجرت کرد. خانواده او از مخالفان سیاسی در ایران بودند: پدر او در دهه ۱۹۵۰ در زمان حکومت محمدرضا شاه پهلوی (به جرم عضویت در حزب توده به مدت ۴ سال) زندانی شد و خواهر او، مریم نیز در دهه ۱۹۸۰ توسط دولت آیت‌الله خمینی زندانی شد. او با پائولا گورلی، وکیل ایتالیایی–انگلیسی شاغل در لندن ازدواج کرد.
اولین فرزند آن‌ها در اکتبر ۲۰۰۹ و مدت کوتاهی پس از آزادی بهاری از زندان به دنیا آمد.

### بازداشت در سال ۱۳۸۸
بهاری از جمله افرادی بود که پس از دستگیری گسترده خبرنگاران و فعالان سیاسی در ایران پس از انتخابات ریاست جمهوری دهم توسط دادستانی و وزارت اطلاعات در برابر دوربین قرار گرفت تا اعتراف و اقرار تلویزیونی انجام دهد. منابع جمهوری اسلامی مدعی هستند وی اولین فردی بوده است که از تیراندازی بسیج به مردم در تظاهرات ۲۵ خرداد فیلم‌برداری کرده است. در این تیراندازی تعدادی غیرنظامی کشته و زخمی شدند. در پی بازداشت او، بیش از ۳۰۰ نفر از نویسندگان و روزنامه‌نگاران در طوماری، خواستار آزادی او شدند. نامه دیگری هم از ۱۰۰ نویسنده در سطح جهانی با درخواست آزادی او به ایران ارسال شد. همسر او در دوران حبسش، کمپینی را برای آزادی او مدیریت می‌کرد. مازیار بهاری در مهر ۱۳۸۸ با قرار وثیقه ۳۰۰ میلیون تومانی از زندان اوین آزاد و از ایران خارج شد. او در ۲۱ بهمن ۱۳۸۸ در نامه سرگشاده ای به علی خامنه‌ای عنوان کرد که در ۱۱۸ روزی که در ایران در زندان به‌سر می‌برده، «تحت فشار و شکنجه» مجبور به اعتراف به «براندازی» شده است. وی در ادامه نوشته است: «بارها و بارها بازجو و شکنجه‌گر من، مرا برای شادکامی شما لگد می‌زد. او به من می‌گفت: هر وقت با سیلی توی صورتت می‌زنم، حس می‌کنم که آقا دارد به من لبخند می‌زند.»
در اردیبهشت ۱۳۸۹، شعبه ۲۶ دادگاه انقلاب اسلامی، مازیار بهاری را در حکمی غیابی به گذراندن «۵ سال حبس به جهت اجتماع و تبانی با قصد ارتکاب جرائم علیه امنیت کشور، ۴ سال حبس به جهت جمع‌آوری و نگهداری اسناد محرمانه و طبقه‌بندی شده، ۱ سال حبس به جهت فعالیت تبلیغی علیه نظام جمهوری اسلامی ایران، ۲ سال حبس جهت توهین به سیدعلی خامنه‌ای، رهبر جمهوری اسلامی، ۶ ماه حبس جهت توهین به محمود احمدی‌نژاد، رئیس‌جمهور و ۱ سال حبس جهت اخلال در نظم عمومی و ۷۴ ضربه شلاق» محکوم کرد.

### شکایت از پرس‌تی‌وی
مازیار بهاری، خبرنگار مجله نیوزویک که به دنبال حوادث پس از انتخابات ایران بازداشت و تحت فشار مجبور به «اعتراف تلویزیونی» شد، پس از آزادی و بازگشت به بریتانیا از شبکه پرس‌تی‌وی به دلیل فرستادن خبرنگاری به زندان اوین برای «مصاحبه» با او شکایت کرد. پس از محکوم شدن شبکه پرس‌تی‌وی در دادگاه بریتانیا، «آفکام»، نهاد مسئول نظارت بر فعالیت تمام رسانه‌های الکترونیکی در بریتانیا، رأی به لغو پروانه فعالیت تولیدی و قطع فرکانس پخش شبکه خبری پرس‌تی‌وی از طریق ماهواره شبکه اسکای را داد. او در مصاحبه تلویزیونی در دوران حبسش گفت: «فعالیت خبرنگاران غربی در جمع‌آوری اطلاعات و جاسوسی غیرقابل انکار است و من هم به عنوان یک روزنامه‌نگار عضوی از این ماشین بزرگ غرب هستم…».

## آثار
از مازیار بهاری به عنوان اولین ایرانی مسلمان یاد می‌کنند که فیلمی با موضوع هولوکاست ساخته است.
- سقوط یک شاه: فیلم مستند دو قسمتی که توسط مازیار بهاری ساخته شده و در ژانویه ۲۰۱۳ از برنامه آپارات تلویزیون فارسی بی‌بی‌سی پخش شد. بهاری در این فیلم با صاحب‌نظران گوناگون گفتگو کرده و با استفاده از تصاویر آرشیوی و تاریخی، ماجرای انقلاب ایران را با نگاه جدید و متفاوت از تریبون‌های رسمی نشان می‌دهد. فیلم شامل تصاویری آرشیوی کمتر دیده‌شده و مجموعه‌گفتگوها با شخصیت‌هایی است که قبل یا بعد از انقلاب به نوعی با انقلاب ایران مرتبط بوده‌اند.[۱۶]
- و عنکبوت آمد: فیلم مستندی که توسط مازیار بهاری در شهر مشهد ساخته شده است. موضوع فیلم اشاره به فردی به نام سعید حنایی دارد[۱۷] که ۱۶ زن تن‌فروش مشهدی را به قتل می‌رساند.[۱۸] مانا نیستانی بر اساس مستند «و عنکبوت آمد» یک کتاب مصور به همین نام منتشر کرده است.
- اعترافات اجباری: بهاری در سال ۲۰۱۲ یک فیلم مستند ۵۸ دقیقه‌ای دربارهٔ پیشینه اعترافات اجباری در سیستم جمهوری اسلامی ساخت. فیلم برای نخستین بار در جشنواره جهانی فیلم‌های مستند آمستردام (ایدفا) به نمایش درآمد.[۱۹]
- آنها بعد سراغ من آمدند: کتابی است در مورد خاطرات روزگاران حبس وی در زندان‌های ایران.[۱۰]